# Дом Пауля Лёбе
Дом Пауля Лёбе (нем. Paul-Löbe-Haus) — вспомогательное здание парламента ФРГ в правительственном квартале Берлина. Носит имя бывшего президента рейхстага Пауля Лёбе.

В 1992 году состоялся конкурс проектов нового здания бундестага в Берлине. Первое место в нём заняли архитекторы Аксель Шультес и Шарлотта Франк со своей концепцией «Федеральной ленты», в которую помимо Дома Пауля Лёбе вошли новое здание ведомства федерального канцлера, Дом Марии Элизабет Людерс, станция берлинского метрополитена «Бундестаг» и ещё не построенный Бюргерфорум. Конкурс на реализацию проекта Дома Пауля Лёбе осенью 1994 года выиграл мюнхенский архитектор Штефан Браунфельс. 

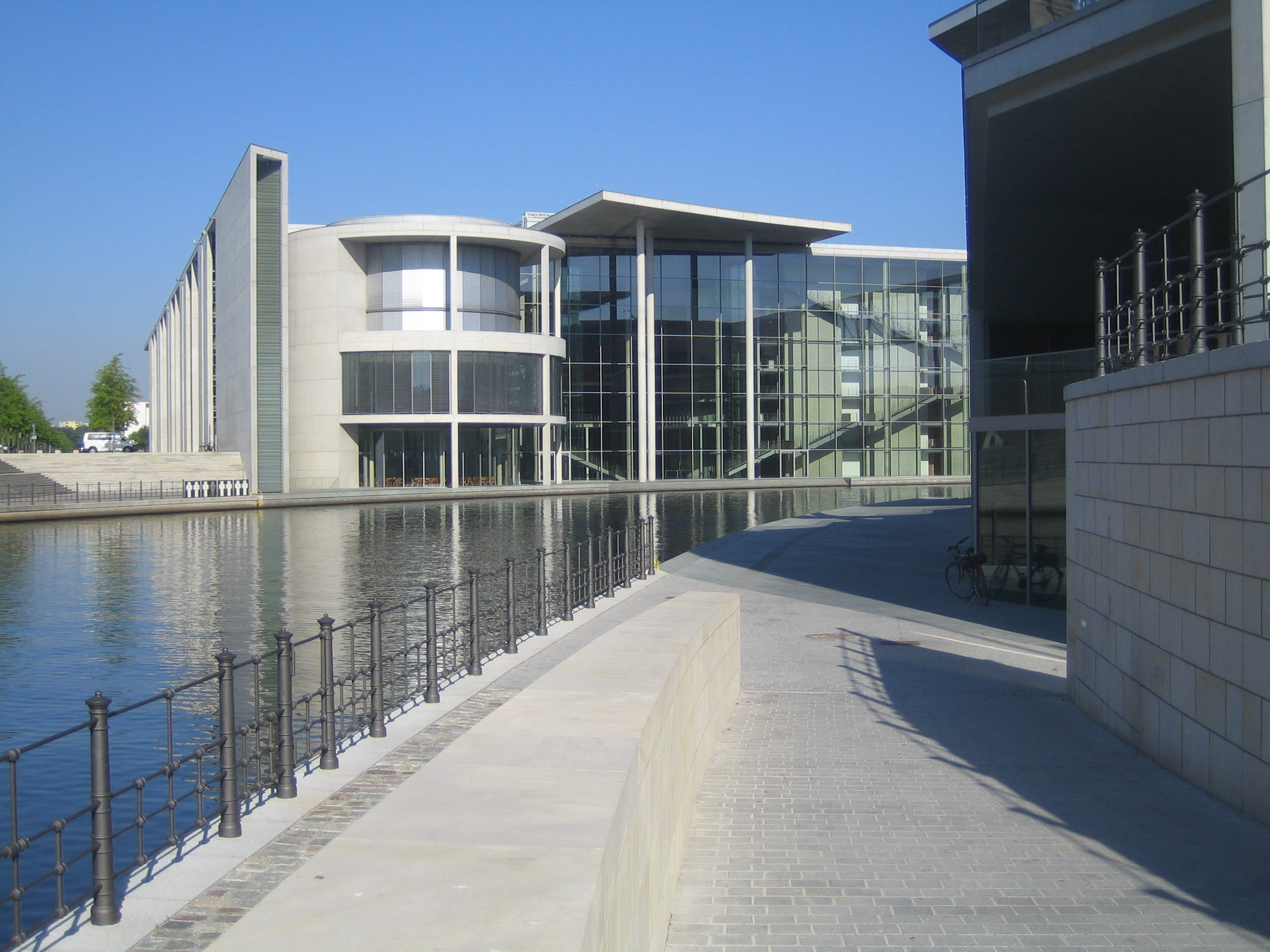
Восточный фасад, набережная Шпрее

Дом Пауля Лёбе и Дом Марии Элизабет Людерс, связанные между собой мостом, образуют в архитектурном плане единое целое. Архитектор называет мост «прыжком через Шпрее». Он очень символично связывает здания с востока на запад в противовес идее архитекторов национал-социализма Столицы мира Германии с его осью Север-Юг.
Дом Пауля Лёбе был открыт в 2001 году. В нём 1700 помещений, полезная площадь нового здания составляет 61 000 м². Оно предназначено для размещения функциональных подразделений германского парламента, которым для поддержания эффективности деятельности парламента необходимо находиться в непосредственной близости от Рейхстага. Это 550 офисов 275 депутатов бундестага, 19 залов заседаний и около 450 офисов секретариатов комитетов, а также ресторан для депутатов, сотрудников и посетителей.